# Grayan-et-l’Hôpital
Grayan-et-l’Hôpital ist eine französische Gemeinde mit 1.545 Einwohnern (Stand 1. Januar 2022) im Département Gironde der Region Aquitanien.

## Geographie
Grayan-et-l’Hôpital liegt im Norden der Halbinsel Médoc, im Bereich der Landes de Gascogne, zwischen dem Atlantischen Ozean und dem Mündungsarm Gironde der Flüsse Garonne und Dordogne. Die Gemeinde besteht aus dem Hauptort Grayan-et-l’Hôpital und einer Reihe kleiner Siedlungen. Die Entfernung zum südöstlich gelegenen Bordeaux beträgt knapp 90 Kilometer. Die überwachten Strände am Atlantik, an der Côte d’Argent, sind etwa fünf Kilometer vom Ortskern entfernt. Das Gemeindegebiet gehört zum Regionalen Naturpark Médoc.
Unmittelbare Nachbargemeinden sind im Norden Soulac-sur-Mer und Talais, im Osten Saint-Vivien-de-Médoc und im Süd-Osten Vensac, sowie im Süd-Westen an Vendays-Montalivet.

## Bevölkerung
| Einwohnerentwicklung | Einwohnerentwicklung | Einwohnerentwicklung | Einwohnerentwicklung | Einwohnerentwicklung | Einwohnerentwicklung | Einwohnerentwicklung | Einwohnerentwicklung | Einwohnerentwicklung |
| -------------------- | -------------------- | -------------------- | -------------------- | -------------------- | -------------------- | -------------------- | -------------------- | -------------------- |
| Jahr                 | 1962                 | 1968                 | 1975                 | 1982                 | 1990                 | 1999                 | 2009                 | 2017                 |
| Einwohner            | 473                  | 508                  | 534                  | 553                  | 617                  | 728                  | 1174                 | 1371                 |

## Wirtschaft und Verkehr
Grayan-et-l’Hôpital ist eine Gemeinde, in der vor allem der Tourismus von einiger Bedeutung ist. Im Südwesten des Gemeindegebiets liegt das Feriendorf Euronat mit dem größten FKK-Strand Europas und einem Zentrum für Thalassotherapie. Ferner gibt es, etwas nördlich davon, einen vor allem in Deutschland sehr bekannten großen Campingplatz, Camping Municipal du GURP, mit etwa 1000 Plätzen.
Durch die Ortschaft verläuft die Départementsstraße D 101. Die Bahnstrecke Bordeaux – Le Verdon-sur-Mer, die Linie 33 der Bahngesellschaft TER Aquitaine verbindet das benachbarte Soulac-sur-Mer, wo die nächste Bahnstation ist, mit Bordeaux. Wenige Kilometer nördlich  liegt der Flugplatz Soulac.